# Cantonul Châtellerault-Sud
Cantonul Châtellerault-Sud este un canton din arondismentul Châtellerault, departamentul Vienne, regiunea Poitou-Charentes, Franța.

## Comune
| Comune        | Populație (1999) | Cod poștal | Cod INSEE |
| ------------- | ---------------- | ---------- | --------- |
| Châtellerault | 9.198 (1)        | 86100      | 86066     |
| Naintré       | 5.775            | 86530      | 86174     |
| Senillé       | 640              | 86100      | 86259     |